# Bandera de Lliçà de Vall
La bandera oficial de Lliçà de Vall té la següent descripció:
Bandera apaïsada, de proporcions dos d'alt per tres de llarg, blanca, amb dues faixes de color blau fosc, cadascuna de gruix 1/6 de l'alçària del drap, i separades per un espai del seu mateix gruix, al centre.
Va ser aprovada el 23 de maig de 2001 i publicada en el DOGC el 8 de juny del mateix any amb el número 3405.